# Kenzō (imperatore del Giappone)
Kenzō, in giapponese 顕宗天皇?, Kenzō Tennō (449 – Asuka kyō, 487), detto anche Kume no Wakago e alla nascita principe 袁祁王?,  Woke, è stato il 23º imperatore del Giappone secondo la lista tradizionale di successione.
Nessuna data certa può essere assegnata al suo regno, ma si ritiene che abbia governato alla fine del V secolo.
Gli eventi e le date che lo riguardano sono riportate negli Annali del Giappone (Nihongi?, 日本紀) e nelle Cronache degli antichi eventi (Kojiki?, 古事記), testi che furono compilati all'inizio dell'VIII secolo.

## Biografia
L'imperatore Kenzō alla nascita era il principe imperiale Woke, ed il nonno era l'imperatore Richū (regno dal 400 al 405). Alla morte di Richū, il trono del crisantemo passò ai fratelli di questo, Hanzei (406-410) ed Ingyō (411-453), poi al figlio di Ingyō, Ankō (453-456). Quando questi fu assassinato, si scatenò una lotta tra i discendenti della dinastia imperiale, in cui ebbe la meglio il fratello di Ankō, che divenne l'imperatore Yūryaku (456-479).
Tra i vari pretendenti al trono che vennero uccisi vi fu il principe Ichinobe-no Oshiwa, padre di Woke, trapassato da una freccia scoccata dallo stesso Yūryaku. Nel timore di essere a loro volta uccisi, Woke ed il fratello maggiore, il principe Oke, si rifugiarono ad Akashi, nella provincia di Harima, dove si nascosero e lavorarono in una fattoria.
Il successore di Yūryaku fu il figlio, che divenne l'imperatore Seinei (480-484). Quando questi si rese conto di essere prossimo alla morte e di non poter avere eredi, rintracciò i principi Oke e Woke, li adottò e nominò Oke suo erede al trono. Alla morte del sovrano, il principe ereditario Oke si assentò per un lungo periodo e fu reggente al trono la sorella, Iidoyo no Ao. Questa morì dopo un anno, Oke ritornò ma rinunciò al trono in favore del fratello, grazie al quale i due erano stati riconosciuti come principi dall'emissario di Seinei.
Fu così che Woke divenne il sovrano del paese il primo giorno del primo mese di primavera del 485.
Non regnò con l'attuale titolo imperiale di "sovrano celeste" (tennō?, 天皇), che secondo buona parte della storiografia fu introdotto per il regno dell'imperatore Tenmu. Il suo titolo fu "grande re che governa tutto quanto sta sotto il cielo" (Sumeramikoto o Amenoshita Shiroshimesu Ōkimi?, 治天下大王), oppure anche "grande re di Yamato" (ヤマト大王/大君).
I clan dell'antica provincia di Yamato, che corrisponde all'attuale prefettura di Nara, costituirono il regno che, nel periodo Kofun (250-538), si espanse conquistando buona parte dei territori delle isole di Honshū, Kyūshū e Shikoku. A seguito di tali conquiste, ai sovrani di Yamato fu riconosciuto il titolo di "grande re" (Ōkimi?, 大王) di Yamato. Fu solo a partire dal VII secolo che il "grande regno" venne chiamato impero, ed il titolo di imperatore fu esteso a tutti i sovrani precedenti della dinastia.
Quando salì al trono, Kenzō spostò la corte nel nuovo palazzo Chikatsu Asuka no Yatsuri no Miya (近飛鳥八釣宮:ちかつあすかのやつりのみや), che secondo alcune fonti fece costruire ad Asuka kyō, nella zona di Sakurai, dove aveva sede il palazzo di Seinei, secondo la tradizione che vedeva di cattivo auspicio per un imperatore giapponese risiedere nello stesso palazzo del defunto predecessore. Secondo i Nihongi, Kenzō fece uso anche di altri due palazzi imperiali. Subito dopo l'ascesa al trono sposò la principessa Naniwa no Ono, il cui bis-nonno era l'imperatore Ingyō. La coppia non ebbe alcun erede.
Data la brevità del suo regno, non furono molti gli episodi degni di nota, tra questi va segnalato che fece diminuire le tasse, contribuendo all'arricchimento dei sudditi, che in quegli anni godettero anche di raccolti copiosi. Kenzō si distinse per la magnanimità con cui perdonò i complici di Yūryaku, e per i fondi che destinò alle famiglie delle vittime della congiura dello stesso Yūryaku. Garantì una vita da benestante alla vecchia donna che gli rivelò dove fossero le spoglie del padre, che furono riesumate e trasferite in un nuovo mausoleo alla memoria, degno di un principe padre e figlio di imperatori.
Poco prima di morire, l'imperatore inviò degli emissari nella confederazione di Gaya, un avamposto giapponese nella penisola coreana, che contribuirono a diffondere l'influenza degli Yamato nel continente.
Kenzō morì nel 487 all'età di 38 anni, nel venticinquesimo giorno del quarto mese del terzo anno del suo regno, gli succedette il fratello maggiore Oke, che divenne l'imperatore Ninken.
Secondo i Nihongi, le spoglie di Kenzō vennero tumulate l'anno successivo nel mausoleo Kataoka no Iwatsuki no Oka no kita no misasagi a lui dedicato, che si trova ad Osaka.